# Johann Friedrich Künnecke

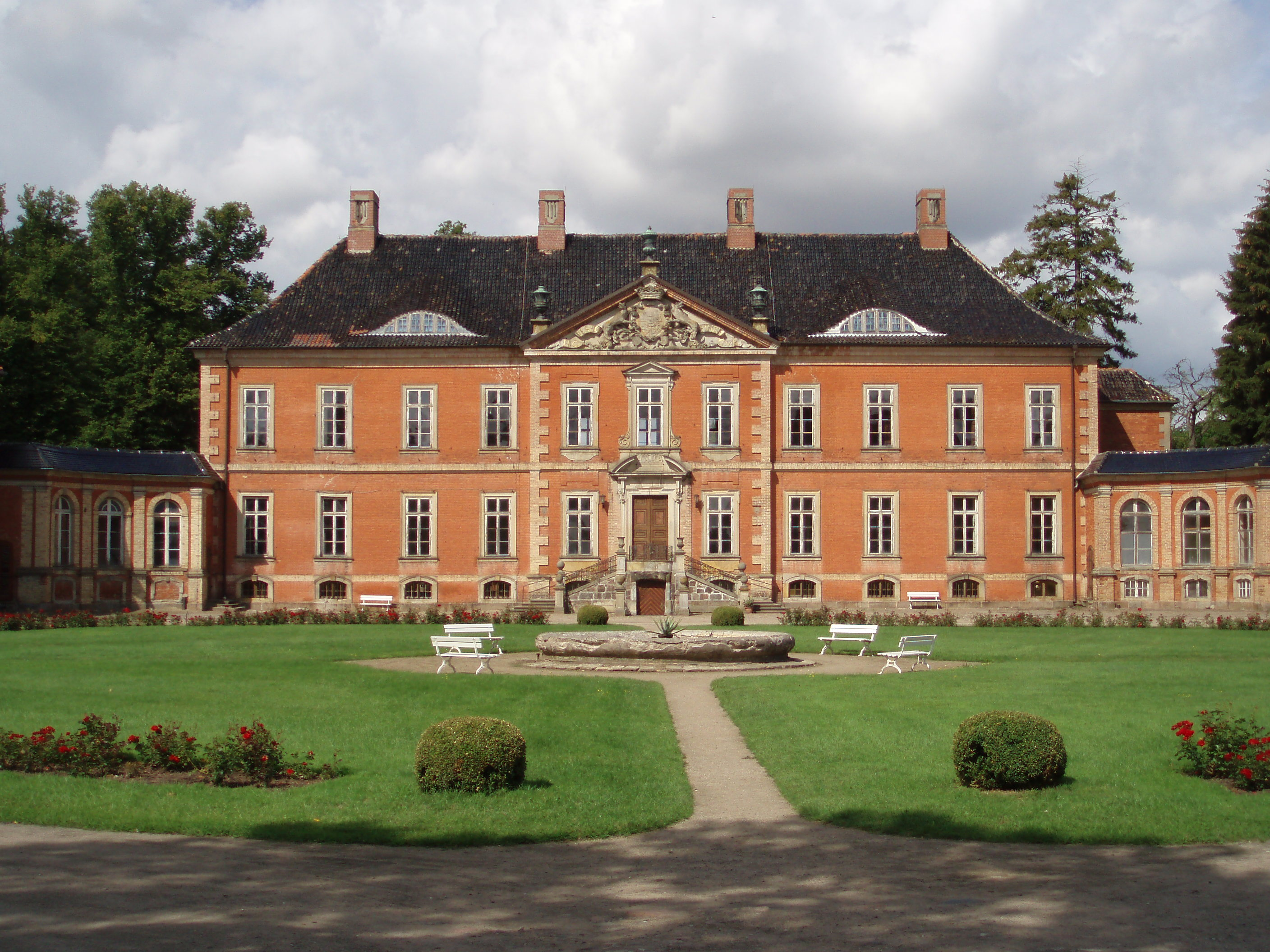
Schloss Bothmer; Hauptwerk von J. F. Künnecke

Johann Friedrich Künnecke, auch Künneke oder Kuenneck (Geburtsort und Jahr unbekannt; † am 27. April 1738 in Neustadt (Meckl.)) war ein in Mecklenburg-Schwerin tätiger Baumeister.
Über seine biographischen Daten ist nur wenig bekannt, weder seine Herkunft, noch Stationen seiner Ausbildung sind überliefert. Es wird vermutet, dass er aus dem Raum Hannover stammt und möglicherweise in den Niederlanden und in England Architektur studierte. Er lebte in seinen späteren Jahren in Arpshagen und Neustadt [-Glewe], wo er 1738 starb. Sein Grab wurde zusammen mit dem Friedhof der Neustädter Kirche 1796 aufgehoben.
Erstmals nachweisbar ist sein Schaffen um 1725 in Diensten des Grafen Hans Caspar von Bothmer, für den er auf den Gütern Christinenfeld und Grundshagen bei Klütz tätig war. Sein Hauptwerk war das von 1726 bis 1732 errichtete, landläufig als Schloss Bothmer bezeichnete Herrenhaus Bothmer im nordwestlichen Mecklenburg, das zu den größten Barockanlagen im norddeutschen Raum zählt. In der Nähe des Herrenhauses war er zudem für den Bau des Klützer Pfarrhauses verantwortlich. Um 1731 trat Künnecke in regen Briefkontakt mit dem mecklenburgischen Herzog Christian Ludwig II., für den er von 1731 bis 1735 das Jagdschloss in Klenow, den Vorgängerbau des späteren Ludwigsluster Schlosses, errichtete und den dazugehörigen, in seiner Grundstruktur noch erhaltenen Garten anlegte.
Künnecke heiratete am 11. Februar 1728 in Klütz Anna Dorothea Strübing aus Güldenhorn (heute unter dem Namen Christinenfeld ein Ortsteil von Klütz).